# Avortement en Albanie
L'avortement en Albanie est complètement légalisé le 7 décembre 1995. Les soins d'avortement peuvent être fournis jusqu'à la douzième semaine de grossesse. Les femmes doivent d'abord être conseillées médicalement durant une semaine avant d'engager la procédure, et les hôpitaux qui pratiquent des avortements ne peuvent divulguer aucune informations au public sur les femmes qu'ils ont traitées.

## Historique
Sous le gouvernement d'Enver Hoxha, l'Albanie a une politique nataliste qui conduit les femmes à se faire avorter illégalement. Les femmes reconnues coupables d'avortement sont socialement accablées et dénoncées par le Parti du travail d'Albanie, et parfois envoyées dans un programme de rééducation.
En 1989, l'avortement est légalisé en cas de viol et d'inceste ou si le patient a moins de 16 ans. En 1991, l'avortement sur demande est introduit, permettant aux femmes d'interrompre leur grossesse pour diverses raisons si un conseil de médecins convenait que c'était la meilleure décision. La loi de 1995 supplante et annule toutes les lois antérieures.

## Pratique
Comme dans de nombreux autres pays en développement, l'avortement sélectif selon le sexe devient une pratique courante dans la région. Les naissances masculines sont favorisées aux naissances féminines. Selon le Conseil de l'Europe, en Albanie, pour 100 femmes, 112 hommes naissent.
En 2010, le taux d'avortement est de 9,2 pour 1 000 femmes.